# Johannes Moreelse

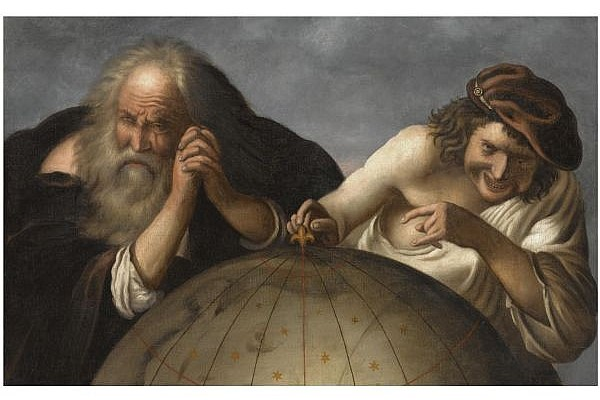
Demócrito y Heráclito.

Johannes Paulus Moreelse, o Johan Pauwelszon Moreelse (Utrecht, ca. 1603– misma ciudad, 1634), fue un pintor de la Edad de Oro holandesa, perteneciente a la escuela denominada caravagismo de Utrecht.
Poco se sabe de su vida. Se formó en el taller de su padre, Paulus Moreelse, un famoso retratista; y viajó a Roma en 1627, donde recibió la Orden Papal de Caballería. Murió en su ciudad natal como consecuencia de una epidemia.
Su producción pictórica recibió poca atención hasta los años setenta del siglo XX, cuando se le atribuyeron las escasas obras que han sobrevivido.